# Ричард Алън Ъпстейн
Ричард Алън Ъпстейн (на английски: Richard Allen Epstein) е американски юрист.

## Биография
Роден е на 17 април 1943 година в Ню Йорк. Получава бакалавърски степени по право от Колумбийския университет (1964), Оксфордския университет (1966) и Йейлския университет (1968), след което преподава в Южнокалифорнийския университет, Чикагския университет, Нюйоркския университет. Сочен за един от най-влиятелните съвременни американски юристи, той е известен с аргументите си в полза на минимални правни регулации.